# Лансуела
Лансуела (ісп. Lanzuela) — муніципалітет в Іспанії, у складі автономної спільноти Арагон, у провінції Теруель. Населення — 25 осіб (2010).
Муніципалітет розташований на відстані близько 220 км на схід від Мадрида, 85 км на північ від міста Теруель.

## Демографія
Динаміка населення (INE ):